# Immeuble du Crédit lyonnais de Nancy
L'immeuble du Crédit lyonnais de Nancy est un immeuble situé dans la ville de Nancy, en Meurthe-et-Moselle, région Lorraine (Grand Est).

## Localisation
L'édifice est situé 7bis-9 rue Saint-Georges.

## Description

### Histoire
L'immeuble de Crédit lyonnais de Nancy a été construit entre 1901 et 1902 par l’architecte d'origine belge Félicien César. 
Madame veuve Gardeil de Nancy louera l'édifice pour vingt quatre ans à la société du Crédit Lyonnais.
Le hall, la verrière et la structure attenante avec sa couverture font l'objet d'un classement au titre des monuments historiques par arrêté du 28 novembre 1996. L'immeuble avait déjà été protégé en 1976 et en 1994.

### Mobilier et architecture

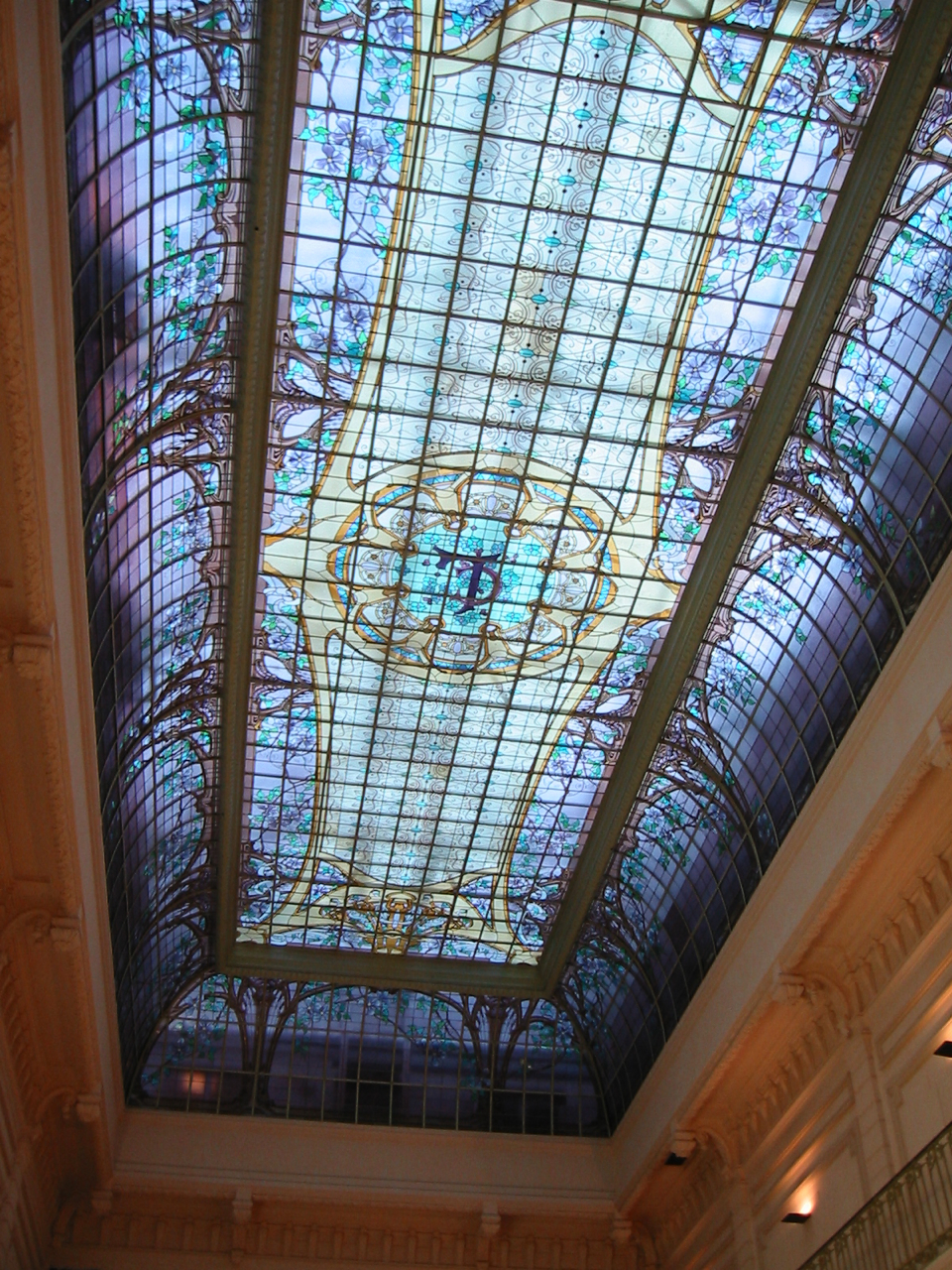
Vitraux de style École de Nancy.

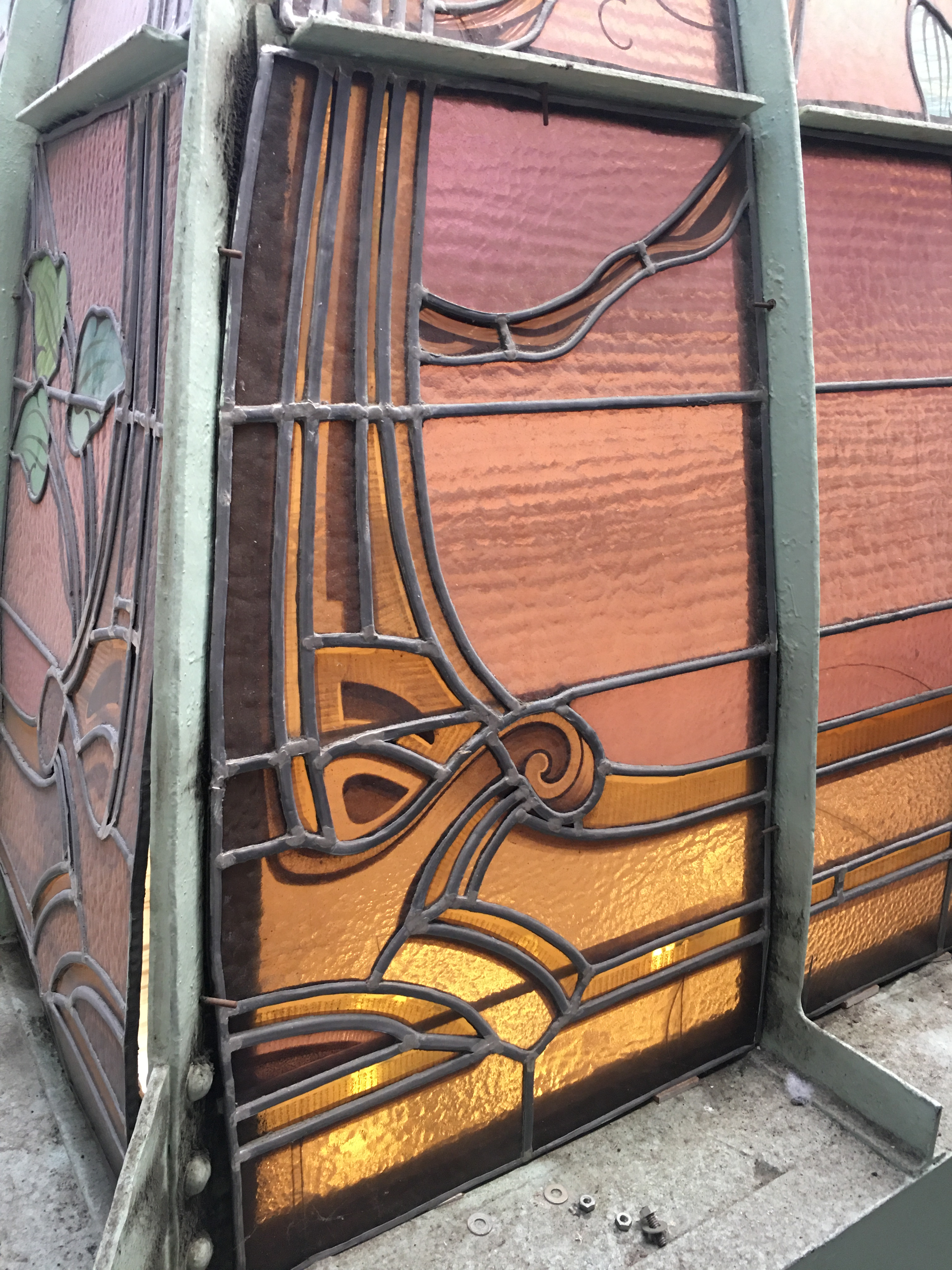
Détail du vitrail coté coursive.

Le crédit lyonnais de Nancy conserve la plus vaste verrière de vitraux de style École de Nancy, créée en 1901 par le maître-verrier Jacques Gruber et réalisée par le peintre-verrier Charles Gauville. La verrière s’étend sur environ 250 m2 et est composée de 523 panneaux. Elle est composée de verres transparents, on peut distinguer des dégradés de verres colorés pour la rendre plus lumineuse et animée. Les couleurs dominantes sont le parme clair, le jaune, le rose, le violet, et le turquoise. Le décor est le résultat d’une gravure à l’acide, il se compose de motifs géométriques et végétaux représentant des clématites dont les tiges s’entrelacent autour d’une armature, en formant des berceaux. Soutenue par une charpente en acier, elle est protégée par une trame métallique qui laisse passer la lumière provenant des combles vitrés. La structure métallique des combles rappelle la spécialité initiale de construction d’usines métalliques de Félicien César, l'architecte. La charpente métallique porte l’ensemble composé de deux parties, la partie centrale rectangulaire, bordée par des adoucissements latéraux concaves. Une étroite coursive de bois borde la partie basse des adoucissements dans les combles, elle permet l’entretien de l’ensemble. Elle permet également d’amortir les effets de la dilatation de l’ensemble de l’armature en métal. On imagine cette coursive en observant la verrière depuis le hall, on observe alors le retour bordé de corbeaux à clés pendantes, entourant le vitrail
Le gros œuvre a été réalisé par l’entreprise France-Lanord et Bichaton. Le Crédit Lyonnais montre tout le savoir-faire de Félicien César, qui réalise ici l’une de ses plus grandes commandes, tout comme pour Gruber. Un escalier monumental menait à la salle des coffres, dont le plafond  était pavé de verre pour rendre cette pièce plus lumineuse. La façade sur rue est de style classique, composée de deux travées principales. Le bâtiment est occupé principalement par un hall. L’œuvre de Gruber et Gauvillé a été restaurée en 1920, par Gruber lui-même. La date a été modifiée lors de ces travaux, avant, sous la signature du maître-verrier, on pouvait lire 1901.

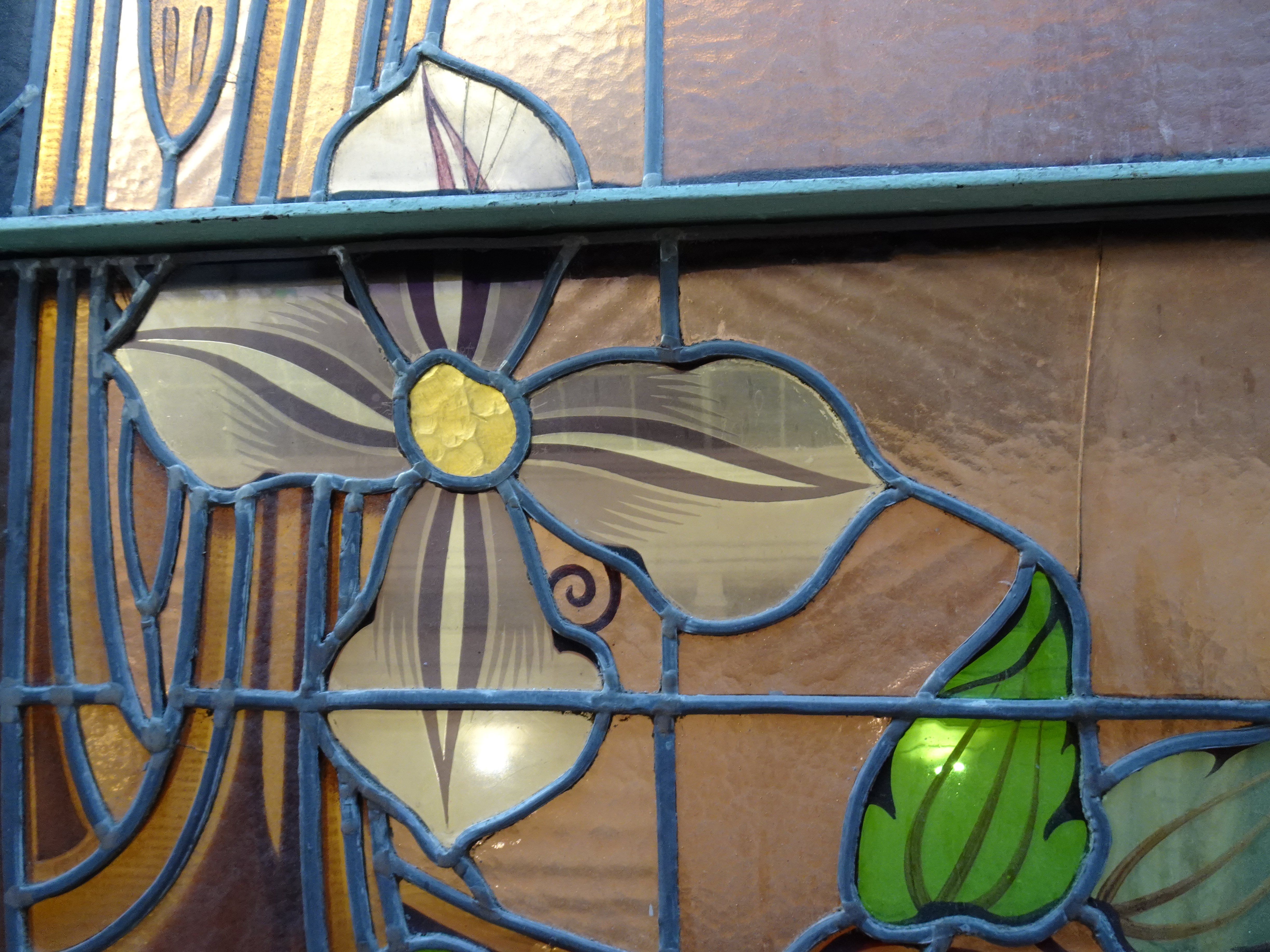
Détail du vitrail.